# Sonny Boy Williamson I
Pour les articles homonymes, voir Sonny Boy Williamson.
 (février 2020).
John Lee Curtis Williamson (né le 30 mars 1914 dans le comté de Madison, près de Jackson dans le Tennessee et mort le 1er juin 1948) est un harmoniciste américain de blues, le premier à avoir utilisé le nom de Sonny Boy Williamson.

## Biographie
Fils de Ray Williamson (décédé très tôt après la naissance de John Lee) et Nancy Utley Williamson, il est élevé par sa mère et commence à travailler dès les premières années de son adolescence dans le circuit de l'État, où il côtoie Yank Rachell, avant de partir s'installer brièvement à St Louis, puis définitivement à Chicago en 1934. C'est en 1937 qu'il obtient son premier contrat d'enregistrement, considérés comme proche du style country, mais il démontre  rapidement sa compétence à l'harmonica un instrument soliste pour le blues, ce qui lui vaut le surnom de « The father of modern blues harp » (père de l'harmonica moderne) et considéré comme le plus grand harmoniciste du blues.
Son premier enregistrement Good Morning, School Girl est un succès en 1937. De 1937 à 1945, il enregistre pour le label Bluebird, et de 1945 à 1947, il sort ses enregistrements chez Victor. Au total, en onze années, il a gravé 120 faces de disques. 
John Lee devient très célèbre dans tout le sud-est des États-Unis et devient le synonyme de l'harmonica blues pendant la décennie suivante. Une autre de ses chansons à succès est Shake the Boogie. Son style inspire alors de nombreux bluesmen comme Billy Boy Arnold, Sonny Terry ou encore le jeune Muddy Waters. À 26 ans, de sa première session jusqu'en 1940, en un peu plus de six mois, John Lee enregistre quarante chansons en compagnie de Joe Williams, le pianiste Walter Davis, Yank Rachell à la mandoline (notamment sur le titre Whisky headed Blues) et Big Bill Broonzy à la guitare (notamment sur le titre Good Gravy).
Il épouse Lacey Belle, qui supporte ses humeurs d'alcoolique jusqu'à sa mort ; il n'eut jamais de groupe qui le suivit, choisissant souvent ses musiciens selon qu'ils aient une voiture pour le transporter soûl après ses concerts, dont généralement le public n'entendait pas la sélection jusqu'au bout. La dernière session d'enregistrement de Sonny Boy Williamson I a lieu à Chicago en décembre 1947, en tant que musicien pour Big Joe Williams

## Décès
Le soir du 1er juin 1948, il est assassiné vers 2 h, au sortir d'un concert donné au Plantation Club, une taverne de la 31e rue et de l'Avenue Giles. Il est poignardé, blessé à la tête et détroussé à quelques blocs de distance de sa maison de la 3226 Gilles Avenue. Il sombre dans le coma, et sa mort est prononcée à son arrivée à l'hôpital. Ses derniers mots auraient été « Lord have mercy! » (Seigneur, ayez pitié !).
Enterré dans le sud-ouest de la ville de Jackson, John Lee a sa tombe sur l'ancien site de la Blairs Chapel Church. En 1991, une pierre de granit rouge fut achetée et placée à l'endroit de son enterrement par quelques fans et membres de sa famille. Une pierre historique indique également l'endroit de sa naissance, sur la 18e de Tennessee Highway, au coin de Caldwell Road.
Sa musique est tellement célèbre pendant les années 1940 qu'un autre harmoniciste de blues, Aleck/Alex « Rice » Miller commence à utiliser également le nom Sonny Boy Williamson. John Lee s'y opposera en vain.
Sonny Boy Williamson est considéré comme le plus grand harmoniciste de l'entre-deux-guerres ; en 1980, il fait partie des premiers musiciens de blues à être intronisés au Blues Hall of Fame à la création de celui-ci.

## Albums
- Shotgun Blues, dont sont issus les titres mentionnés ci-dessous (1938)
- Hoodoo man blues (compilation de plus de 50 titres, Le chant du monde, 2017)

## Principaux titres
- All my love in vain
- Early in the Morning (1937)
- Good Morning, School Girl ou Good Morning Little Schoolgirl (1937)